# アルチュール・アダモフ
アルチュール・アダモフ（ロシア語: Arthur Adamov、本名：Arthur Adamian（アルチュール・アダミアン）、アルメニア語: Հարություն Ադամյան、1908年8月23日 - 1970年3月15日）は、フランスの劇作家である。ロシア・キスロヴォツク出身。
北コーカサスに位置するキスロヴォツクにて、アルメニア人の家族のもとに生まれる。のちにフランスのパリへ移住。処女作は1947年、39歳で書いた”La Parodie”。ウジェーヌ・イヨネスコらと共に、フランスの不条理演劇を代表する作家である。
1970年にバルビツール酸系を服用し自殺。

## 作品
- La Parodie (1947)
- L'Invasion (1949)
- La Grande et la Petite Manoeuvre (1950)
- Le Sens de la Marche
- Le Professeur Taranne (1953)
- Le Ping-Pong (1955)
- Paolo Paoli (1957)

## 和訳・単行本
- 71年春―アダモフ戯曲集（テアトロ、1971年）